# Vasdavidius cobarensis
Vasdavidius cobarensis là một loài côn trùng cánh nửa trong họ Aleyrodidae, phân họ Aleyrodinae.
Vasdavidius cobarensis được Martin miêu tả khoa học đầu tiên năm 1999.